# Characinus
Characinus és un gènere de peixos de la família dels caràcids i de l'ordre dels caraciformes.

## Taxonomia
- Characinus curimata (Lacépède, 1803)
- Characinus piabucu (Lacépède, 1803)[2]